# Shuanghuan Noble
La Shuanghuan Noble, commercializzata anche come Martin Motors Bubble, è un'autovettura a 4 posti, prodotta dal 2006 al 2012 dalla casa automobilistica cinese Shuanghuan Auto.

## Contesto
Si tratta di un'autovettura M1 lunga appena 3,27 m che può ospitare fino a quattro persone, anche se con i quattro posti in uso le dimensioni del baule si riducono considerevolmente. La vettura è a trazione anteriore e il motore è un 1.1 litri a quattro cilindri (Euro 5) di origine Suzuki da 68 CV, in vendita anche con doppia alimentazione: a benzina e a Gpl. Gli allestimenti disponibili sono tre: Smile, Cool e Queen.
Viene venduta come auto elettrica in alcuni stati degli Stati Uniti d'America.
La Mercedes-Benz ha fatto causa contro la Bubble a causa della somiglianza con la Smart Fortwo, però il ricorso è stato respinto. Per differenziare le due vetture il produttore ha aggiunto la ruota di scorta esterna. Ulteriore differenza tra le due vetture la diversa collocazione del motore.